# Ch'juston
Ch'juston (in russo Хьюстон?, Houston) è il secondo singolo della cantante russa Julianna Karaulova, pubblicato il 12 novembre 2015 su etichetta discografica Zion Music. Ch'juston è inclusa nell'album di debutto di Julianna, Čuvstvo Ju.
Il singolo ha raggiunto il quarantasettesimo posto della classifica radiofonica russa e il trecentotrentunesimo posto della classifica radiofonica ucraina.

## Tracce
Download digitale
1. Ch'juston – 3:14

## Classifiche
| Classifica (2015) | Posizione massima |
| ----------------- | ----------------- |
| Russia            | 47                |
| Ucraina           | 331               |